# Tribunal aulique
Le Tribunal aulique (du latin aula, cour royale) est un ancien tribunal de la cour de Bruxelles entre 1762 et 1794. Il fut créé par l'édit de Marie-Thérèse du 5 mai 1762 pour remplacer définitivement le tribunal du grand-maréchal de la cour et l'alcadie de la cour.
Son personnel était composé d'un président (le grand-maréchal de la cour), de deux assesseurs choisis parmi les conseillers du Conseil privé, d'un greffier, du prévôt de la cour, du lieutenant prévôt et de deux alguazils (ou hallebardiers du prévôt).
Ce tribunal avait diverses compétences, à la fois ratione personae (ou officii), ratione loci et ratione materiae: il était compétent pour les domestiques de la cour, pour les archers et hallebardiers de la cour, les acteurs de la troupe du gouverneur général, le palais de Bruxelles (hôtel d'Orange et cour brûlée), le parc de Bruxelles, les bailles de la Cour, le Borgendael. À partir de 1767, on lui confia également la connaissance des conflits en matière de XXe denier (taxe foncière) impliquant des privilégiés non ressortissant au Conseil de Brabant.